# Сејлем (Масачусетс)
Сејлем (енгл. Salem) град је у америчкој савезној држави Масачусетс. По попису становништва из 2010. у њему је живело 41.340 становника.

## Демографија
Према попису становништва из 2010. у граду је живело 41.340 становника, што је 933 (2,3%) становника више него 2000. године.
|                   | 2010.           | 2000.           |
| Укупно            | 41 340 (100,0%) | 40 407 (100,0%) |
| Белци             | 31 377 (75,90%) | 33 277 (82,35%) |
| Хиспаноамериканци | 6 465 (15,64%)  | 4 541 (11,24%)  |
| Афроамериканци    | 2 040 (4,935%)  | 1 274 (3,153%)  |
| Азијати           | 1 095 (2,649%)  | 807 (1,997%)    |
| Остали            | 363 (0,878%)    | 508 (1,257%)    |